# Shania Tjoen A Choy
Shania Tjoen A Choy (2000) is een Surinaams voetbalster. Ze speelt op het hoogste niveau van Suriname en in het Surinaamse voetbalelftal tijdens de kwalificatiewedstrijden voor het WK 2023.

## Carrière
Shania Tjoen A Choy raakte enthousiast voor het voetballen door haar vader en broertje die ook beide voetballen. Ze speelde op jonge leeftijd tussen de jongens en vertrok op haar vijftiende naar de club SV Ascona. Daar kwam ze in beeld voor het Surinaams voetbalelftal U-17. In dit team scoorde ze haar eerste doelpunt als jeugdinternational. Ze stapte vervolgens over naar SV Transvaal en begon vanaf 2018 aan een studie wiskunde aan de Technische Universiteit Delft in Nederland, die ze na een jaar afbrak. In dat jaar voetbalde ze voor SVVV Taurus die verbonden is aan de universiteit. Ook speelde ze zaalvoetbal.
Terug in Suriname werd ze opnieuw opgenomen in het nationale vrouwenelftal, dat toen voor de helft uit spelers uit de Surinaamse diaspora bestond. Ze was in 2022 verdediger tijdens de kwalificatiewedstrijden voor het Wereldkampioenschap voetbal vrouwen van 2023. Op 18 februari 2022 leed ze met haar team een grote Nederlaag van 9-0 tegen Mexico, waarna de kansen klein waren om nog te kunnen doorstoten naar het eindtoernooi. De thuiswedstrijd tegen Anguilla werd gewonnen met 5-0, de uitwedstrijd tegen Puerto Rico verloren met 2-0 en de thuiswedstrijd tegen Antigua en Barbuda gewonnen met 5-1.
In de tweede helft van 2022 vertrok ze naar Nederland voor de studie sportmanagement aan de Haagse Hogeschool. Ze sloot zich aan bij RVV Semper Altius waar ze van rechtsback doorschoof naar het centrum van de verdediging.